# Macrojurinia brasiliensis
Macrojurinia brasiliensis är en tvåvingeart som först beskrevs av Robineau-desvoidy 1830.  Macrojurinia brasiliensis ingår i släktet Macrojurinia och familjen parasitflugor. Inga underarter finns listade i Catalogue of Life.